# 阿妮塔·布拉兹
阿妮塔·布拉兹（法語：Anita Blaze，1991年10月29日—）生于瓜德罗普拜马欧，是一名法国女子击剑运动员，主攻花剑。她在七岁时跟随姐姐的脚步开始练习击剑，之后她数次获得岛内比赛冠军，后来为了提升自己的水平，她离开家乡，移居至法国本土接受训练。2015年9月，她因椎间盘突出而不得不暂别赛场，直到2016年11月才回归赛场。2020年10月，她开始在塞纳-圣但尼省的政府部门内工作。